# Colusa County
Colusa County är ett administrativt område i delstaten Kalifornien, USA. År 2010 hade Colusa County 21 419 invånare. Den administrativa huvudorten (county seat) är Colusa.

## Geografi
Enligt United States Census Bureau har countyt en total area på 2 995 km². 2 985 km² av den arean är land och 15 km² är vatten.

### Angränsande countyn
- Yolo County, Kalifornien - syd
- Lake County, Kalifornien - väst
- Glenn County, Kalifornien - nord
- Butte County, Kalifornien - nordost
- Sutter County, Kalifornien - öst